# تشارلز هنري سلون
تشارلز هنري سلون هو محامي وسياسي أمريكي، ولد في 2 مايو 1863 في مونتايسلو في الولايات المتحدة، وتوفي في 2 يونيو 1946 في جنيفا في الولايات المتحدة. نشط حزبياً في الحزب الجمهوري. وقد انتخب عضو مجلس النواب الأمريكي ‏.